# S/2021 J 5
S/2021 J 5 es un pequeño satélite natural exterior de Júpiter descubierto por Scott S. Sheppard, David J. Tholen y Chad Trujillo el 5 de septiembre de 2021, utilizando el Telescopio Subaru de 8,2 metros en el Observatorio Mauna Kea, Hawái. Fue anunciado por el Minor Planet Center el 19 de enero de 2023, después de que se recopilaran observaciones durante un período de tiempo lo suficientemente largo como para confirmar la órbita del satélite.
S/2021 J 5 es parte del grupo de Carmé, un grupo compacto de satélites irregulares retrógrados de Júpiter que siguen órbitas similares a las de Carmé en semiejes mayores entre 22 a 24 millones de kilómetros, excentricidades orbitales entre 0,2 y 0,3 e inclinaciones entre 163 y 166°. Tiene un diámetro de aproximadamente 2 kilómetros (1,2 mi) para una magnitud absoluta de 16,8.